# Fonte Longa (Mêda)
Pour l’article homonyme, voir Fonte Longa.
Fonte Longa est une ancienne freguesia portugaise de la municipalité portugaise de Mêda, dans le District de Guarda. Avec une superficie de 9,96 km2 et une population de 199 habitants (2001), la densité de la paroisse s'élève à 20,0 hab/km2.

## Histoire
La loi no 11-A/2013 du 28 janvier 2013, portant réorganisation administrative du territoire des freguesias, fusionne Fonte Longa avec les paroisses voisines de Mêda et Outeiro de Gatos pour former l’União das Freguesias de Mêda, Outeiro de Gatos e Fonte Longa (dont le siège est à Mêda). 

## Patrimoine
- La Fontaine
- La Chapelle